# О'Коннор-Лисенко Ольга Олександрівна
Ольга Олександрівна О'Коннор (у шлюбі Лисенко, нар. 27 (15) липня 1854, с. Миколаївка, нині — Троїцьке Глобинського району Полтавської області — пом. 1930, Київ) — українська співачка (лірико-драматичне сопрано), музична педагогиня. Перша виконавиця ролі Оксани в першій вітчизняній опері «Різдвяна ніч» та багатьох солоспівів М. Лисенка. Давала уроки фортепіано Лесі Українці. Відкрила власну музичну школу для дітей.
Перша і єдина офіційна дружина Миколи Лисенка.

## Життєпис
Мала ірландське походження. З батьками опинилася на Полтавщині після наполеонівського вторгнення в Росію. Мала сестру, письменницю Валерію О'Коннор-Вілінську.

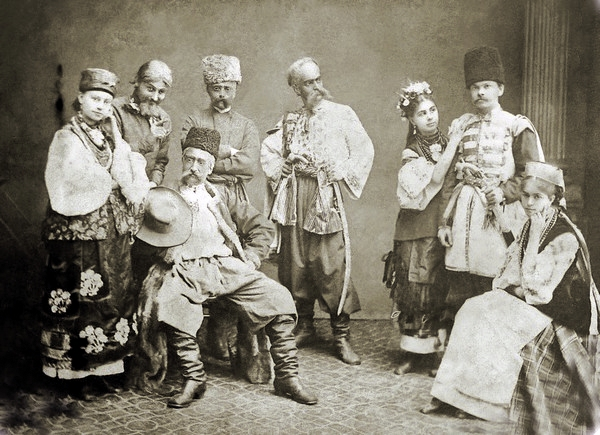
Перші виконавці опери «Різдвяна ніч». Київ, 1873. Стоять: Солоха (Л. Липська), Дяк (А. Матвіїв), Чуб (В. Новицький), Пацюк (Габель), Оксана (Ольга Лисенко), Вакула (Русов). Сидять: Голова (Богданів), Одарка (Н. Булах)

В 1868 році повінчалася з троюрідним дядьком Миколою Лисенком. З ним поїхала в Лейпциг, де з 1868 по 1869 брала приватні уроки вокалу. У 1874—1878 закінчила Санкт-Петербузьку консерваторію (клас співу К. Еверарді). Після закінчення консерваторії виконувала твори Лисенка.
Володіла прекрасним сопрано і акторським талантом. Першою виконала роль Оксани в першій вітчизняній опері «Різдвяна ніч» (1874), — розповідає директорка меморіального музею Лисенка в Києві Роксана Скорульська. Перша виконавиця партій та співів Офелії («Гамлет», український переклад М. Старицького, 1878). В аматорських концертах, крім романсів та арій, співала також українські народні пісні.
З часом ОКоннор втратила голос і перейшла до викладання: 1878—1879 — викладачка Київського музичного училища РМТ. З 1880 викладала спів та гру на фортепіано. 1882—1883 років давала уроки фортепіано Лесі Українці. 1905 року відкрила в Києві власну музичну школу для учнів молодшого віку.
Маючи спадкову депресію, часто опинялася в лікарні і не могла завести дітей. Через 12 років розлучилася без офіційного оформлення, щоб зберегти право викладати і, відповідно, дохід для існування (після розлучення хтось зі шлюбу втрачав право давати уроки).
Сусідка сім'ї Лисенка Олена Пчілка описувала Марію О'Коннор у своїх спогадах.